# Petar Nadoveza
Petar Nadoveza (* 9. April 1942 in Šibenik, Unabhängiger Staat Kroatien; † 19. März 2023), Vorname auch Pero oder Pere, Spitzname Splits Pélé (kroatisch Splitski Pele) war ein kroatischer Fußballtrainer und ehemaliger Fußballspieler Jugoslawiens. Zwischen 2005 und 2006 war er Sportdirektor von Hajduk Split.

## Spielerkarriere
Der Stürmer Nadoveza begann mit dem Profifußball in der Spielzeit 1960/61 beim HNK Šibenik in der 2. jugoslawischen Liga. 1963 wechselte er zu Hajduk Split und gewann in den folgenden Jahren mit dem Verein je ein Mal die jugoslawische Meisterschaft und den jugoslawischen Pokal. 1973 wechselte er für zwei Spielzeiten zum SC Lokeren nach Belgien, wo 1974 der Aufstieg in die Erste Division gelang und 1975 der Klassenerhalt. Anschließend beendete Nadoveza seine aktive Karriere.
In der jugoslawischen Nationalmannschaft wurde er ein Mal eingesetzt, am 14. Mai 1967 gegen Albanien.
Erfolge
- Jugoslawischer Pokalsieger 1967
- Jugoslawischer Meister 1971
- Torschützenkönig in der 1. jugoslawischen Liga 1966 und 1971[3]

### Stationen
- 1960 bis 1963: HNK Šibenik
- 1963 bis 1973: Hajduk Split
- 1973 bis 1975: SC Lokeren

## Trainerkarriere
In den 1980er Jahren war Nadoveza zwei Mal Trainer Hajduks, wobei 1984 der Pokalsieg in Jugoslawien gelang. 1995/96 gelang ihm mit NK Olimpija Ljubljana der slowenische Pokalsieg. Von April bis August 2000 war er zum dritten Male bei Hajduk verantwortlich und gewann den kroatischen Pokal. Außerdem löste er 2004 drei Spieltage vor Saisonende Zoran Vulić, welcher ihm im August 2000 als Trainer gefolgt war, auf der Trainerbank Hajduks ab und gewann erstmals den kroatischen Meistertitel.

### Trainerstationen
- 1982 bis 1984: Hajduk Split
- 1984 bis 1985: HNK Šibenik
- 1988 bis 1989: Hajduk Split
- 1992: CA Bizertin
- 1995 bis 1996: NK Olimpija Ljubljana
- 2000: Hajduk Split
- 2004: Hajduk Split
- 2004: Cerezo Osaka

### Erfolge
- Jugoslawischer Pokalsieger 1984
- Slowenischer Pokalsieger 1996
- Kroatischer Pokalsieger 2000, 2004
- Kroatischer Meister 2004